# Протопопов, Валентин Владимирович
Валентин Владимирович Протопопов (6 декабря 1939, совхоз Крёкшино — 22 сентября 2024, Москва) — советский и российский военный моряк-подводник. Герой Советского Союза (19.02.1986). Капитан 1-го ранга (27.03.1980).

## Биография
Валентин Владимирович Протопопов родился 6 декабря 1939 года в совхозе Крёкшино Наро-Фоминского района Московской области РСФСР СССР (ныне посёлок Совхоза «Крёкшино» Новомосковского административного округа Москвы Российской Федерации) в семье служащих Владимира Николаевича и Фаины Фёдоровны Протопоповых. Русский.
Детство Валентина Владимировича пришлось на тяжёлые военные и послевоенные годы. Осенью 1941 года Наро-Фоминский район стал прифронтовой зоной, и Фаина Фёдоровна с маленьким сыном переехала в посёлок Москворечье Ленинского района Московской области. Здесь в 1957 году Валентин Владимирович окончил школу-десятилетку. С детства увлекался чтением книг. Особенно его привлекали книги о морских приключениях К. М. Станюковича и А. С. Новикова-Прибоя, но решающее влияние на выбор его будущей профессии оказала книга М. Э. Зингера «Подводник Гаджиев» о Герое Советского Союза М. И. Гаджиеве. По окончании школы Валентин Владимирович уехал в Ригу и поступил во 2-е Рижское высшее военно-морское училище подводного плавания.
Так в июле 1957 года началась его служба в ВМФ СССР. В Риге В. В. Протопопов проучился два года. В 1959 году в результате военной реформы Н. С. Хрущёва, сопровождавшейся масштабным сокращением вооружённых сил, Рижское ВВМУ ПП было расформировано, а его курсанты распределены по другим училищам. Валентин Владимирович продолжил учёбу на минно-торпедном факультете Высшего военно-морского училища подводного плавания имени Ленинского комсомола. В 1962 году окончил училище и в ноябре этого года лейтенант В. В. Протопопов был направлен на Северный флот, где заступил на должность командира торпедной группы подводной лодки Б-82 161-й бригады 4-й эскадры подводных лодок.
На Б-82 В. В. Протопопов совершил свой первый поход к северной оконечности Новой Земли. По возвращении на базу лодка была поставлена на ремонт. Валентин Владимирович в это время в качестве вахтенного офицера выходил на боевые дежурства на других подводных кораблях. В феврале 1964 года его перевели на должность командира минно-торпедной части ещё строившейся дизель-электрической лодки Б-103. Лодка была спущена на воду только через год и вошла в состав 69-й бригады 4-й эскадры подводных лодок Северного Флота. Служба на Б-103 стала важной вехой в карьере Протопопова. Здесь он стал капитан-лейтенантом, а в 1966 году был признан лучшим минёром 69-й бригады подводных лодок. Став помощником командира Б-103, Валентин Владимирович приобрёл большой опыт по управлению лодкой и вскоре прошёл аттестационную комиссию и получил допуск к самостоятельному управлению субмаринами проекта 641.
В декабре 1967 года В. В. Протопопов был переведён на должность старшего помощника подводной лодки Б-21, только что вернувшейся из длительного боевого похода к экватору. На лодке Валентин Владимирович прослужил без малого три года, получил звание капитана 3-го ранга. В октябре 1970 года его направили на Высшие специальные офицерские классы ВМФ, по окончании которых в 1971 он был назначен командиром находившейся на ремонте подводной лодки Б-57. Успешно передав субмарину после завершения ремонтно-восстановительных работ в состав 161-й бригады 4-й эскадры подводных лодок в начале 1972 года, капитан 3-го ранга В. В. Протопопов принял под командование строившуюся для ВМС Индии подводную лодку Б-456. Валентин Владимирович осуществил её спуск на воду, переход в Северодвинск и провёл ходовые испытания. Летом 1973 года он передал лодку индийскому экипажу.
С 1974 года В. В. Протопопов — слушатель Военно-морской академии имени А. А. Гречко. По окончании учёбы в 1976 году Валентин Владимирович был назначен командиром 485-го флотского экипажа. На базе учебного центра подводников экипаж прошёл подготовку для дальнейшей работы на новейших атомных подводных лодках проекта 671РТМ, а после прибытия в Западную Лицу стажировался на головной лодке проекта К-524. В июле 1980 года капитан 1-го ранга В. В. Протопопов был назначен старшим по борту на подводную лодку К-517, которая уходила в дальний поход в экваториальные воды. Обогнув Африку, подводники вышли к острову Дахлак в Красном море, где осуществляли слежение за авианосцами ВМФ США «Дуайт Эйзенхауэр» и «Мидуэй». После возвращения из автономного плавания Валентин Владимирович получил назначение на должность командира атомной подводной лодки К-524.
В новой должности капитан 1-го ранга В. В. Протопопов завершил начатые ещё его предшественником капитаном 1-го ранга С. И. Русаковым ходовые испытания новых комплексов навигации, боевой информационно-управляющей системы, вооружения и средств связи. Под руководством Протопопова были осуществлены экспериментальные торпедные стрельбы по сплошным ледяным полям с последующим всплытием в образовавшейся полынье. С 1981 по 1984 год К-524 регулярно совершала походы в арктические широты, включая канадский сектор, и совершила арктическое плавание вокруг Северного полюса. В 1982 году лодка была награждена вымпелом министра обороны СССР «За мужество и воинскую доблесть». В 1983 году ей было присвоено почётное наименование «60 лет шефства ВЛКСМ», а в 1984 году вручено переходящее знамя Мурманского обкома КПСС. Экипажем лодки за этот период был накоплен огромный опыт плавания в сложной ледовой обстановке Арктики. Поэтому, когда возникла необходимость проложить новый путь в Северную Атлантику через арктические широты, выбор командования пал на К-524 и её командира капитана 1-го ранга В. В. Протопопова.

Арктический поход подводной лодки К-524

В разгар холодной войны военно-политический блок НАТО, стремясь затруднить проникновение советских подводных лодок в Атлантический океан, создал в Северной Атлантике глубоко эшелонированные линии противолодочной обороны. Первая линия проходила от мыса Нордкап до острова Медвежий. Вторая линия — Фареро-Исландский рубеж — протянулась от берегов Гренландии до северной части Великобритании. Эти рубежи были оборудованы американской системой обнаружения подводных лодок SOSUS, здесь постоянно дежурили натовские противолодочные корабли и морская авиация. Советское командование настойчиво искало новые пути в Атлантику и всё чаще обращало свой взор на Северный Ледовитый океан. Серьёзными сдерживающими факторами освоения арктических вод являлись неисследованность маршрутов и крайне сложная ледовая обстановка, однако успешное проникновение подводной лодки К-255 в пролив Мак-Клур Канадского архипелага, результаты операции «Апорт», в ходе которой были выявлены существенные изъяны в противолодочной обороне НАТО, а также исследования, проведённые с борта гидрографического судна «Колгуев» (после завершения операции «Апорт»), внушали сдержанный оптимизм. И вот, летом 1985 года экипажу атомной субмарины К-524 под командованием капитана В. В. Протопопова была поставлена задача проложить новый путь в Северную Атлантику через Северный Ледовитый океан в обход противолодочных рубежей вероятного противника.
15 августа 1985 года подводная лодка К-524 вышла из Западной Лицы и взяла курс к Земле Франца-Иосифа. До архипелага лодку сопровождал ледокол, но в дальнейшем экипажу предстояло преодолевать льды в одиночку. Командир В. В. Протопопов мастерски провёл подводную лодку через Британский канал, что само по себе являлось уникальной операцией: никто до Протопопова ещё не пересекал мелководные воды Земли Франца-Иосифа в подводном положении. Минуя глубоководные котловины Нансена и Амундсена, К-524 вышла к северо-западному побережью Гренландии и через узкие и мелководные проливы Нэрса и Смита проникла в море Баффина. Здесь экипажу пришлось действовать с полным напряжением сил, чтобы не столкнуться с огромными айсбергами, отколовшимися от ледников Гренландии. Идти лодке приходилось по гидролокаторам, работавшим в режиме миноискания. Успешно преодолев наиболее сложный участок пути, лодка через Девисов пролив вышла в море Лабрадор, а оттуда в Атлантический океан. На выходе экипаж ждала ещё одна удача: лодка оказалась на дистанции поражения американского авианосца «Америка». В условиях военного времени корабль водоизмещением до 83 500 тонн с сотней самолётов на борту и экипажем в 5000 человек был бы потоплен. Совершив несколько условных торпедных атак на авианосец, К-524 сопроводила его до берегов Норвегии, после чего взяла курс на базу. Беспрецедентный поход, продолжавшийся 80 суток, из которых 54 дня лодка находилась подо льдами, завершился в конце октября 1985 года. При этом лодка ни разу не была засечена системами поиска и обнаружения подводных лодок вероятного противника. Поставленная перед экипажем боевая задача была успешно решена. За высокие показатели в освоении новой боевой техники и проявленные при этом мужество и героизм указом Президиума Верховного Совета СССР от 16 февраля 1986 года капитану 1-го ранга Протопопову Валентину Владимировичу было присвоено звание Героя Советского Союза.
Поход 1985 года стал последним походом В. В. Протопопова на боевую службу. В мае 1986 года его перевели в Главный штаб ВМФ СССР на должность старшего офицера — заместителя начальника отдела устройства службы, а в апреле 1988 года назначен начальником этого отдела. С марта 1993 года капитан 1-го ранга В. В. Протопопов находился в запасе.
Жил в Москве. Являлся членом президиума Объединённого совета организаций ветеранов-подводников Военно-морского флота и членом Совета ветеранов дивизии подводных лодок Северного флота, он вел активную общественную деятельность, участвовал в патриотическом воспитании молодёжи.
Скончался 22 сентября 2024 года на 85-м году жизни. Похоронен на Федеральном военном мемориале «Пантеон защитников Отечества».

## Награды
- Медаль «Золотая Звезда» (19.02.1986);
- орден Ленина (19.02.1986);
- орден Красного Знамени (1982);
- орден «За службу Родине в Вооружённых Силах СССР» 3-й степени (1991);
- медали.